# 富樫じゅん
富樫 じゅん（とがし じゅん、2月25日 - ）は、日本の漫画家。奈良県奈良市出身。京都教育大学卒業。

## 来歴
1981年、高校2年生の時に『あなた大物よ!』（別冊マーガレット）でデビューし、大学在学中は読切作品を手掛けた。1987年、月刊プリンセスに『好派!蘭丸応援団』を連載し、1990年には単行本のほか、カレンダーやイメージアルバムも発売された。

## 作品リスト

### コミックス
- 一松M・V・P （集英社、マーガレットコミックス、1985年）
- オイ！前にならえ（集英社、マーガレットコミックス、1986年）
- 1,2,3・愛！（集英社、マーガレットコミックス、1986年）
- 海は高気圧ガール（集英社、マーガレットコミックス、1987年）
- 星空のエクスプレス（集英社、マーガレットコミックス、1987年）
- 優しいボクの休日（集英社、マーガレットコミックス、1988年）
- 学生たちのプロブレム（集英社、マーガレットコミックス、1989年）
- 好派！蘭丸応援団（秋田書店、プリンセスコミックス、1988年 - 1999年、全21巻）
- プロフェッサーは夜も眠れず（秋田書店、プリンセスコミックス、1993年 - 2004年、全6巻）
- KIMERA―祈明羅―（秋田書店、プリンセスコミックス、1999年 - 2001年、全5巻）
- ブランド―愛と哀しみの系図（原作：雲林院薫、秋田書店、秋田コミックスエレガンス、2005年 - 2006年、全3巻）
- オーディンの薔薇（原作：和田慎二、秋田書店、秋田レディースコミックスデラックス、2007年 - 2008年、全2巻）
- 甘いキスは危険の香り（原作：メリンダ・マッケンジー、宙出版、エメラルドコミックス/ロマンスコミックス、2013年）
- 王宮のプレイボーイ（原作：ガーレン・フォリー、宙出版、エメラルドコミックス/ロマンスコミックス、2014年）
- 運命は花嫁をさらう（原作：テレサ・マデイラス、宙出版、エメラルドコミックス/ハーモニーコミックス、2015年）
- 聖女は罪深き夜に（原作：エリザベス・ホイト、宙出版、エメラルドコミックス/ハーモニーコミックス、2016年）
- かなわぬ夢を抱いて（原作：ローラ・ランドン、宙出版、エメラルドコミックス/ハーモニーコミックス、2017年）
- 二人のプリンスと恋の王宮 （宙出版、エメラルドコミックス/ハーモニーコミックス、2019年）
- シークの恋は突然に（宙出版、エメラルドコミックス/ハーモニーコミックス、2019年）
- 右手に拳銃 左手に愛（秋田書店、プリンセス・コミックスDXロマンス、2019年）
- 薔薇の伯爵とワルツを（原作：サラ・マロリー、ハーレクイン 、ハーレクインコミックス（電子書籍）、2020年）
- 伯爵より月夜のレディに捧ぐ（宙出版、エメラルドコミックス/ハーモニィコミックス、2020年）
- 暗闇のエンジェル（原作：スーザン・ネーピア、ハーレクイン 、ハーレクインコミックス（電子書籍）、2020年)
- 秘密を愛したホテル王（原作：キャロル・マリネッリ、ハーレクイン 、ハーレクインコミックス（電子書籍）、 2021年）
- イタリア富豪と醜いあひるの子（原作：ミリー・アダムズ、ハーレクイン 、ハーレクインコミックス（電子書籍）、2022年）
- 鬼の花嫁（原作：クレハ、スターツ出版、noicomi COMICS、2022年[2] - 、既刊7巻）

### 小説挿絵
- シャドウ・サークル（著：立原とうや、集英社、コバルト文庫、1992～1993年、全3巻）

### イラスト指南書
- パーツ別! 魅せるフェチ絵の描き方 男子編（廣済堂出版、KOSAIDOマンガ工房)、2016年）（監修担当）